# Thakur (título indio)

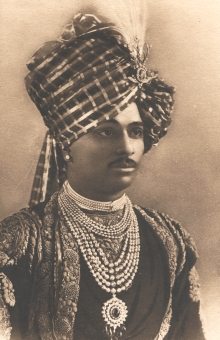
Thakur Lakhajirajsinhji II Bavajirajsinhji, quien fue el duodécimo Thakore Saheb de Rajkot, un estado principesco en la India durante el período del Raj británico (gobierno colonial británico en la India).

Thakur era un título nobiliario principalmente utilizado por las clases dirigentes rajputs de la India, literalmente significa "señor" y podría equivaler al título europeo de barón. Cuando un thakur moría el mayor de los hijos thakures obtenía la herencia pero todos los hijos portaban el título. La esposa del thakur era la thakurani.
Aunque en sánscrito "Sri" significa también "Señor" y sus caracteres sánscritos en la composición de esa palabra es: "श्री".
El dominio de un thakur era un thakurado o una thikana, generalmente concedida en referencia a los beneficios (las rentas), pero no en cuanto a la tierra (en este caso se denominaba según lo que se tenía que dar a cambio como jagir, istimrari o istimrardari o zamindari). La mayor parte de los thakurados o thikanas dependían de otro estado.